# Maud Sulter
Maud Sulter, née le 19 septembre 1960, morte le 27 février 2008 est une plasticienne, une photographe, et une femme de lettres ghanéenne et écossaise qui a vécu et travaillé en Grande-Bretagne. Elle est décédée à Dumfries en 2008.

## Biographie
Née à Glasgow d'une mère écossaise et d'un père ghanéen,, Maud Sulter obtient un master en Études photographiques à l'Université de Derby.
Elle suit ensuite un parcours de photographe, pratiquant également l'art du portrait et le montage. Son travail comprend souvent des références à l'histoire ou aux mythes, s'intéressant notamment à  la représentation des femmes noires dans les arts en Europe,. Au début des années 1990, Sulter privilégie comme thème l’entre-deux-guerres et, plus précisément, le racisme en Allemagne,. Ses œuvres sont exposées à travers le Royaume-Uni et à l'étranger, notamment au Victoria and Albert Museum en 1987, à la Biennale de Johannesburg en 1996, et à la Scottish National Portrait Gallery de Londres en 2003. Elle reçoit un certain nombre de prix et se voit proposer des résidences artistiques, comme à la Tate Liverpool en 1988,. 
Elle travaille pendant plusieurs années en étroite collaboration avec Lubaina Himid, notamment sur le livre Passion: Discourses on Blackwomen’s Creativity, publié par Urban Fox Presse en 1990.
Elle écrit également sur l'histoire de l'art et exerce le commissariat de plusieurs expositions. C'est également une poétesse et une dramaturge, qui publie en 1985 le recueil As a Blackwoman ; Zabat en 1989 et Sekhmet en 2005. Elle écrit aussi une pièce de théâtre, intitulée Service to Empire, inspirée par la vie de l'ancien  chef de l’État du Ghana Jerry Rawlings, né d'une mère ghanéenne et d'un père écossais. Son travail est présent dans un certain nombre de collections, y compris le Museum and Art Gallery de Birmingham, le Victoria et Albert Museum, le British Council, le Scottish Arts Council et la collection du Parlement Écossais.
Sa première exposition en France est organisée bien après sa mort, aux Rencontres d'Arles en 2016.

## Expositions

### Expositions en Solo
- 2005 Sekhmet. Dumfries: Gracefield Arts Centre
- 2004 About Face. Organised by the Scottish Poetry Library, Édimbourg, Scottish tour
- 2003 Jeanne Duval: A Melodrama. Édimbourg: Scottish National Portrait Gallery
- 2003 A Dozen Kisses. Édimbourg. Dundas Street Gallery
- 2003 Scots Poets. St Andrews : Stanza at the Byre Theatre
- 2000 Plantation. Preston: Centre for Contemporary Art, University of Central Lancashire
- 1999 My Father's House. Londres : Rich Women of Zurich
- 1995 Syrcas at Africus. Afrique: Biennale de Johannesburg : Greater Johannesburg Transitional Metropolitan Council
- 1995 Alba. Glasgow: Centre for Contemporary Art; Belfast: Ormeau Baths; Preston: Harris Museum and Art Gallery
- 1994 Syrcas. Wrexham: Wrexham Library Art Centre and tour
- 1994 Plantation. Winnipeg: Plug In; Leeds: University of Leeds Gallery
- 1993 Proverbs of Adwoa. New York: Steinbaum Krauss Gallery
- 1993 Akwaba. Vancouver: Artspeak Gallery

### Expositions avec Lubaina Himid
- 2002 Speak English. Glasgow : Glasgow School of Art
- 1995 Word not Found. Trèves : Galerie Palais Walderdorff
- 1990 Treatise on the Sublime: Maud Sulter, Lubaina Himid. California State University
- 1989 Blackwoman Song. Londres : Sisterwrite Gallery
- 1988 Gold Blooded Warrior. Londres : Tom Allen Centre
- 1987 A Room for MaSHULAN, dans Lubaina Himid: New Robes for MaShulan. Rochdale: Rochdale Art Gallery

### Expositions collectives
- 2013 Looking in: Photographic Portraits by Maud Sulter and Chan-Hyo Bae. Londres : Ben Uri Gallery
- 2012 Seduced by Art, Photography Past and Present. London: National Gallery; Barcelone : CaixaForum and Madrid: CaixaForum
- 2012 What We Have Done, What We Art About To Do. Glasgow : Centre for Contemporary Art
- 2011 Thin Black Line(s). Londres : Tate Britain
- 2008 Black Womanhood, Images, Icons, and Ideologies of the African Body. Dartmouth: Hood Museum of Art, Davis Museum and Cultural Centre et San Diego Museum of Art
- 2006 Reading the Image: Poetics of the Black Diaspora. Chatham (Canada) : Thames Art Gallery and tour
- 2002 Encontros Da Imagem. Braga (Portugal)

## Principales publications
- As a Blackwoman - poesie (1985)
- Zabat: Poetics of a Family Tree (1989)
- Passion (Urban - ) Discourses On Blackwomen's Creativity (1990), Urban Fox Press.  (ISBN 1872124305);  (ISBN 978-1872124308)
- Necropolis - novel (1990), Urban Fox Press.  (ISBN 9781872124063)
- Echo: Works by Women Artists, 1850-1940 (1991), Tate Publishing.  (ISBN 978-1854370815)
- Service to Empire (2002),  (ISBN 978-0954330200)
- Sekhmet: A Decade or So of Poems (2005), Dumfries and Galloway Cultural Services.  (ISBN 978-0946280698)